# Campeonato Paraguaio de Futebol de 2022 – Primeira Divisão
A Primeira Divisão do Campeonato Paraguaio de Futebol de 2022, oficialmente conhecida como Copa de Primera TIGO-Visión Banco 2022 por conta do patrocínio. Essa edição será nomeada «Homenaje a Luis Alberto Pettengill Castillo»; será a 112ª temporada (88ª como profissional) da Primera División, a principal divisão do futebol paraguaio. A liga contará com a participação de 12 times e será organizada pela entidade máxima do futebol no Paraguai, a Associação Paraguaia de Futebol (APF). A temporada será dividida em dois torneios próprios e independentes, o Apertura no primeiro semestre do ano e o Clausura no segundo semestre. O Apertura terá início no dia 4 de fevereiro e terminará no dia 3 de julho, enquanto o Clausura ainda terá data definida.

## Regulamento

### Sistema de disputa
A competição será disputada por doze clubes e dividida em dois torneios oficiais: Torneo Apertura e Torneo Clausura, corando assim, dois campeões no ano. Cada torneio terá fase única, em partidas de ida e volta, no sistema de pontos corridos. Ao final das 22 rodadas de cada torneio – Apertura e Clausura –, o clube com mais pontos será declarado campeão paraguaio.

### Critérios de desempate
Em caso de empate no número de pontos ganhos, serão aplicados os critérios de desempate, na seguinte ordem:
1. Jogo extra (somente no caso de empate na primeira posição);
2. Maior saldo de gols;
3. Mais gols pró (marcados);
4. Mais gols marcados como visitante;
5. Sorteio.[4]

### Vagas em outras competições
Os clubes campeões do Apertura e do Clausura e os dois primeiros times (com exceção dos dois campeões) da classificação geral (Apertura + Clausura) se classificam à Taça Libertadores de 2023, os três clubes subsequentes (com exceção dos já classificados à Taça Libertadores) se classificam à Copa Sul-Americana de 2023. O campeão (ou vice-campeão ou melhor colocado) da Copa do Paraguai de 2022 ficará com a quarta e última vaga para a Copa Sul-Americana de 2023.
| Posição | Classificação para a |
| ------- | --- |
| 1–4     | - Taça Libertadores de 2023 - 1–2: Fase de grupos da Taça Libertadores de 2023 - 3: Segunda fase da Taça Libertadores de 2023 - 4: Primeira fase da Taça Libertadores de 2023 |
| 5–7     | - Primeira fase da Copa Sul-Americana de 2023 |

## Participantes
Doze times irão competir na temporada: os oito melhores times na tabela de rebaixamento da temporada anterior, os três melhores da segunda divisão ("División Intermedia") de 2021(General Caballero, Resistencia e Tacuary), como também o Sportivo Ameliano, vencendor do playoff. Os times rebaixados para a  segunda divisão foram o River Plate e o Sportivo Luqueño.
| Pos. | Rebaixados da Primeira Divisão 2021     |
| ---- | --------------------------------------- |
| 9º   | Sportivo Luqueño (Perdedor do play-off) |
| 10º  | River Plate                             |

| Pos. | Promovidos da División Intermedia        |
| ---- | ---------------------------------------- |
| 1º   | General Caballero                        |
| 2º   | Resistencia                              |
| 3º   | Tacuary                                  |
| 4º   | Sportivo Ameliano (Vencedor do play-off) |

### Informações dos clubes
| Equipe                  | Cidade               | Departamento     | Estádio (mando)          | Título (último)       |
| ----------------------- | -------------------- | ---------------- | ------------------------ | --------------------- |
| 12 de Octubre           | Itauguá              | Central          | Luis Salinas             | 0 (nenhum)            |
| Cerro Porteño           | Assunção             | Distrito Capital | General Pablo Rojas      | 34 (atual campeão)    |
| General Caballero (JLM) | Juan León Mallorquín | Alto Paraná      | Ka'arendy                | 0 (nenhum)            |
| Guaraní                 | Assunção             | Distrito Capital | Rogelio Silvino Livieres | 11 (último em 2016–C) |
| Guaireña                | Villarrica           | Guairá           | Parque del Guairá        | 0 (nenhum)            |
| Libertad                | Assunção             | Distrito Capital | Dr. Nicolás Leoz         | 21 (2021-A)           |
| Nacional                | Assunção             | Distrito Capital | Arsenio Erico            | 9 (último em 2013–A)  |
| Olimpia                 | Assunção             | Distrito Capital | Manuel Ferreira          | 45 (2020-C)           |
| Resistencia             | Assunção             | Distrito Capital | Tomás Beggan Correa      | 0 (nenhum)            |
| Sol de América          | Assunção             | Distrito Capital | Luis Alfonso Giagni      | 2 (último em 1991)    |
| Sportivo Ameliano       | Assunção             | Distrito Capital | José Tomás Silva         | 0 (nenhum)            |
| Tacuary                 | Assunção             | Distrito Capital | Toribio Vargas           | 0 (nenhum)            |

## Torneo Apertura
O Torneo Apertura, batizado como "Homenaje a Luis Alberto Pettengill Castillo", será o 125º campeonato oficial da "Primera División" e o primeiro torneio da temporada de 2022 da primeira divisão do futebol paraguaio.

### Classificação
| Pos | Equipe                  | Pts | J  | V  | E | D  | GP | GC | SG  | Classificação                               |
| --- | ----------------------- | --- | -- | -- | - | -- | -- | -- | --- | ------------------------------------------- |
| 1   | Libertad                | 57  | 22 | 18 | 3 | 1  | 49 | 14 | +35 | Fase de grupos da Copa Libertadores de 2022 |
| 2   | Cerro Porteño           | 50  | 22 | 16 | 2 | 4  | 38 | 13 | +25 |                                             |
| 3   | Olimpia                 | 43  | 22 | 13 | 4 | 5  | 41 | 23 | +18 |                                             |
| 4   | Guaraní                 | 32  | 22 | 9  | 5 | 8  | 30 | 24 | +6  |                                             |
| 5   | Resistencia             | 28  | 22 | 7  | 7 | 8  | 30 | 36 | −6  |                                             |
| 6   | Nacional                | 26  | 22 | 7  | 5 | 10 | 27 | 32 | −5  |                                             |
| 7   | Sol de América          | 25  | 22 | 6  | 7 | 9  | 20 | 28 | −8  |                                             |
| 8   | Guaireña                | 23  | 22 | 5  | 8 | 9  | 21 | 26 | −5  |                                             |
| 9   | General Caballero (JLM) | 23  | 22 | 6  | 5 | 11 | 23 | 33 | −10 |                                             |
| 10  | Tacuary                 | 22  | 22 | 6  | 4 | 12 | 16 | 29 | −13 |                                             |
| 11  | Sportivo Ameliano       | 19  | 22 | 5  | 4 | 13 | 25 | 38 | −13 |                                             |
| 12  | 12 de Octubre           | 17  | 22 | 3  | 8 | 11 | 16 | 40 | −24 |                                             |

#### Desempenho por rodada
Clubes que lideraram o campeonato ao final de cada rodada:
|          | 1ª  | 2ª  | 3ª  | 4ª  | 5ª  | 6ª  | 7ª  | 8ª  | 9ª  | 10ª | 11ª | 12ª | 13ª | 14ª | 15ª | 16ª | 17ª | 18ª | 19ª | 20ª | 21ª | 22ª |     |
| Apertura | LIB | LIB | RES | CER | CER | LIB | LIB | LIB | LIB | CER | LIB | LIB | LIB | LIB | LIB | LIB | LIB | LIB | LIB | LIB | LIB | LIB | LIB |

Clubes que ficaram na última posição do campeonato ao final de cada rodada:
|          | 1ª  | 2ª  | 3ª  | 4ª  | 5ª  | 6ª  | 7ª  | 8ª  | 9ª  | 10ª | 11ª | 12ª | 13ª | 14ª | 15ª | 16ª | 17ª | 18ª | 19ª | 20ª | 21ª | 22ª |
| Apertura | 12O | SPA | SPA | GÑA | TAC | SPA | GCM | 12O | SPA | SPA | 12O | 12O | SPA | SPA | GCM | 12O | 12O | SPA | 12O | SPA | SPA | 12O |

#### Resultados
| Mandante \ Visitante    | 12O | CRP | GCM | GÑA | GUA | LIB | NAC | OLI | RES | SOL | SPA | TAC |
| ----------------------- | --- | --- | --- | --- | --- | --- | --- | --- | --- | --- | --- | --- |
| 12 de Octubre           | —   | 0–1 | 1–3 | 0–4 | 1–3 | 1–6 | 1–2 | 0–0 | 1–1 | 0–1 | 2–1 | 2–0 |
| Cerro Porteño           | 2–0 | —   | 3–1 | 0–0 | 2–0 | 4–0 | 1–0 | 0–2 | 1–0 | 4–0 | 3–2 | 1–0 |
| General Caballero (JLM) | 0–0 | 0–0 | —   | 0–1 | 0–4 | 0–1 | 1–2 | 2–3 | 2–1 | 1–1 | 0–3 | 2–0 |
| Guaireña                | 0–0 | 0–2 | 1–2 | —   | 0–0 | 2–3 | 1–1 | 1–3 | 0–0 | 2–1 | 2–1 | 0–0 |
| Guaraní                 | 3–0 | 1–2 | 3–1 | 2–1 | —   | 1–1 | 0–1 | 0–2 | 3–3 | 0–1 | 1–1 | 1–2 |
| Libertad                | 4–0 | 1–0 | 1–0 | 2–0 | 2–0 | —   | 1–0 | 1–0 | 2–2 | 3–1 | 2–0 | 3–0 |
| Nacional                | 2–2 | 2–3 | 1–2 | 3–1 | 0–1 | 0–3 | —   | 1–1 | 1–2 | 0–3 | 2–1 | 3–0 |
| Olimpia                 | 4–1 | 0–4 | 2–2 | 1–0 | 1–0 | 2–2 | 1–2 | —   | 6–1 | 1–0 | 0–2 | 2–0 |
| Resistencia             | 0–1 | 0–3 | 2–1 | 2–2 | 1–2 | 0–4 | 3–1 | 2–1 | —   | 0–0 | 3–0 | 1–0 |
| Sol de América          | 0–0 | 2–1 | 2–3 | 1–0 | 2–2 | 0–3 | 0–0 | 0–1 | 1–1 | —   | 0–1 | 1–0 |
| Sportivo Ameliano       | 2–2 | 0–1 | 1–0 | 2–2 | 0–1 | 1–3 | 2–2 | 1–4 | 1–4 | 3–1 | —   | 0–2 |
| Tacuary                 | 1–1 | 2–0 | 0–0 | 0–1 | 0–2 | 0–1 | 2–1 | 1–4 | 3–1 | 2–2 | 1–0 | —   |

## Torneo Clausura
O Torneo Clausura será o 126º campeonato oficial da "Primera División" e o segundo torneio da temporada de 2022 da primeira divisão do futebol paraguaio.

### Classificação
| Pos | Equipe                  | Pts | J  | V  | E | D  | GP | GC | SG  | Classificação                               |
| --- | ----------------------- | --- | -- | -- | - | -- | -- | -- | --- | ------------------------------------------- |
| 1   | Olimpia                 | 49  | 22 | 15 | 4 | 3  | 42 | 19 | +23 | Fase de grupos da Copa Libertadores de 2022 |
| 2   | Cerro Porteño           | 48  | 22 | 14 | 6 | 2  | 32 | 13 | +19 |                                             |
| 3   | Nacional                | 45  | 22 | 13 | 6 | 3  | 30 | 16 | +14 |                                             |
| 4   | Libertad                | 34  | 22 | 10 | 4 | 8  | 35 | 27 | +8  |                                             |
| 5   | Tacuary                 | 31  | 22 | 9  | 4 | 9  | 27 | 25 | +2  |                                             |
| 6   | General Caballero (JLM) | 27  | 21 | 8  | 3 | 10 | 26 | 26 | 0   |                                             |
| 7   | Guaireña                | 27  | 22 | 7  | 6 | 9  | 26 | 31 | −5  |                                             |
| 8   | Sportivo Ameliano       | 26  | 21 | 8  | 2 | 11 | 25 | 30 | −5  |                                             |
| 9   | Guaraní                 | 23  | 21 | 6  | 5 | 10 | 21 | 28 | −7  |                                             |
| 10  | Sol de América          | 20  | 21 | 5  | 5 | 11 | 21 | 33 | −12 |                                             |
| 11  | Resistencia             | 20  | 21 | 5  | 5 | 11 | 16 | 32 | −16 |                                             |
| 12  | 12 de Octubre           | 11  | 21 | 3  | 2 | 16 | 16 | 37 | −21 |                                             |

#### Desempenho por rodada
Clubes que lideraram o campeonato ao final de cada rodada:
|          | 1ª  | 2ª  | 3ª  | 4ª  | 5ª  | 6ª  | 7ª  | 8ª  | 9ª  | 10ª | 11ª | 12ª | 13ª | 14ª | 15ª | 16ª | 17ª | 18ª | 19ª | 20ª | 21ª | 22ª |
| Clausura | OLI | CER | CER | CER | CER | CER | LIB | LIB | OLI | NAC | NAC | NAC | CER | CER | CER | CER | NAC | NAC | NAC | OLI | OLI | OLI |

Clubes que ficaram na última posição do campeonato ao final de cada rodada:
|          | 1ª  | 2ª  | 3ª  | 4ª  | 5ª  | 6ª  | 7ª  | 8ª  | 9ª  | 10ª | 11ª | 12ª | 13ª | 14ª | 15ª | 16ª | 17ª | 18ª | 19ª | 20ª | 21ª | 22ª |
| Clausura | LIB | 12O | 12O | SOL | 12O | 12O | 12O | 12O | 12O | 12O | 12O | 12O | 12O | 12O | 12O | 12O | 12O | 12O | 12O | 12O | 12O | 12O |

#### Resultados
| Mandante \ Visitante    | 12O | CPO | GCM | GRÑ | GUA | LIB | NAC | SOL | OLI | RES | AME | TAC |
| ----------------------- | --- | --- | --- | --- | --- | --- | --- | --- | --- | --- | --- | --- |
| 12 de Octubre           | —   | 0–1 | 0–3 | 0–0 | 0–1 | 1–3 | 1–2 | 0–2 | 1–3 | 1–0 | 4–0 | 0–2 |
| Cerro Porteño           | 2–1 | —   | 2–1 | 2–2 | 1–1 | 1–0 | 0–0 | 2–0 | 1–2 | 1–0 | 2–1 | 5–0 |
| General Caballero (JLM) | 2–1 | 1–1 | —   | 0–0 | 3–0 | 3–2 | 1–2 |     | 0–2 | 1–0 | 2–0 | 0–4 |
| Guaireña                | 2–1 | 1–3 | 0–0 | —   | 1–0 | 4–0 | 1–3 | 0–0 | 0–1 | 3–2 | 3–1 | 1–0 |
| Guaraní                 | 0–1 | 1–2 | 2–1 | 2–2 | —   | 1–2 | 1–1 | 4–1 | 2–1 | 0–1 | 2–1 | 2–1 |
| Libertad                | 2–2 | 0–0 | 1–0 | 4–2 | 2–2 | —   | 0–1 | 4–1 | 4–2 | 4–0 | 2–1 | 2–0 |
| Nacional                | 1–0 | 0–0 | 1–0 | 3–0 | 2–0 | 0–2 | —   | 3–0 | 1–1 | 1–1 | 0–2 | 1–0 |
| Sol de América          | 1–0 | 0–1 | 3–2 | 2–0 | 1–0 | 1–1 | 2–3 | —   | 0–2 | 0–1 | 1–1 | 2–2 |
| Olimpia                 | 3–1 | 2–0 | 2–1 | 2–1 | 2–0 | 1–0 | 1–1 | 2–2 | —   | 1–1 | 2–0 | 1–0 |
| Resistencia             |     | 0–2 | 0–0 | 1–2 | 0–0 | 1–0 | 0–1 | 2–1 | 1–6 | —   | 2–1 | 0–3 |
| Sportivo Ameliano       | 2–0 | 0–2 | 2–0 | 2–0 |     | 2–0 | 1–2 | 2–1 | 0–2 | 3–2 | —   | 2–0 |
| Tacuary                 | 5–1 | 0–1 | 0–3 | 0–0 | 2–1 | 1–0 | 2–1 | 1–0 | 2–1 | 1–1 | 1–1 | —   |

## Premiação
| Campeonato Paraguaio de Futebol de 2022 Primeira Divisão | Campeonato Paraguaio de Futebol de 2022 Primeira Divisão |
| Torneo Apertura                                          | Torneo Clausura                                          |
| -------------------------------------------------------- | -------------------------------------------------------- |
| Libertad Campeão (22º título)                            | Olimpia Campeão (46º título)                             |

## Tabela Acumulada
| Pos | Equipe                  | Pts | J  | V  | E  | D  | GP | GC | SG  | Classificação                               |
| --- | ----------------------- | --- | -- | -- | -- | -- | -- | -- | --- | ------------------------------------------- |
| 1   | Cerro Porteño           | 95  | 43 | 29 | 8  | 6  | 67 | 25 | +42 | Segunda fase da Copa Libertadores de 2023   |
| 2   | Libertad                | 91  | 43 | 28 | 7  | 8  | 84 | 40 | +44 | Fase de grupos da Copa Libertadores de 2023 |
| 3   | Olimpia                 | 91  | 43 | 28 | 7  | 8  | 82 | 41 | +41 | Fase de grupos da Copa Libertadores de 2023 |
| 4   | Nacional                | 70  | 43 | 20 | 10 | 13 | 56 | 47 | +9  | Primeira fase da Copa Libertadores de 2023  |
| 5   | Guaraní                 | 55  | 43 | 15 | 10 | 18 | 51 | 52 | −1  | Primeira fase da Copa Sul-Americana de 2023 |
| 6   | Guaireña                | 50  | 43 | 12 | 14 | 17 | 46 | 54 | −8  | Primeira fase da Copa Sul-Americana de 2023 |
| 7   | Tacuary                 | 50  | 43 | 14 | 8  | 21 | 42 | 54 | −12 | Primeira fase da Copa Sul-Americana de 2023 |
| 8   | General Caballero (JLM) | 50  | 43 | 14 | 8  | 21 | 51 | 59 | −8  |                                             |
| 9   | Resistencia             | 48  | 43 | 12 | 12 | 19 | 46 | 68 | −22 |                                             |
| 10  | Sportivo Ameliano       | 45  | 43 | 13 | 6  | 24 | 50 | 68 | −18 | Primeira fase da Copa Sul-Americana de 2023 |
| 11  | Sol de América          | 45  | 43 | 11 | 12 | 20 | 41 | 61 | −20 |                                             |
| 12  | 12 de Octubre           | 28  | 43 | 6  | 10 | 27 | 32 | 77 | −45 |                                             |

1. ↑  Como campeão da Copa Paraguai 2022

#### Desempenho por rodada
|          | 1ª  | 2ª  | 3ª  | 4ª  | 5ª  | 6ª  | 7ª  | 8ª  | 9ª  | 10ª | 11ª | 12ª | 13ª | 14ª | 15ª | 16ª | 17ª | 18ª | 19ª | 20ª | 21ª | 22ª |     |
| Apertura | LIB | LIB | RES | CER | CER | LIB | LIB | LIB | LIB | CER | LIB | LIB | LIB | LIB | LIB | LIB | LIB | LIB | LIB | LIB | LIB | LIB | LIB |

|          | 23ª | 24ª | 25ª | 26ª | 27ª | 28ª | 29ª | 30ª | 31ª | 32ª | 33ª | 34ª | 35ª | 36ª | 37ª | 38ª | 39ª | 40ª | 41ª | 42ª | 43ª | 44ª |
| Clausura | LIB | LIB | LIB | LIB | LIB | LIB | LIB | LIB | LIB | LIB | LIB | LIB | LIB | LIB | CER | CER | CER | CER | CER | CER | CER | CER |

## Promédio
Os dois times com os piores promédios ao final da temporada serão rebaixados para a Segunda Divisão de 2023.
| Pos. | Equipe                | Prom.  | Pts. | PJ  | '20 | '21 | '22 |
| ---- | --------------------- | ------ | ---- | --- | --- | --- | --- |
| 1.°  | Cerro Porteño         | 2.062  | 233  | 113 | 69  | 66  | 98  |
| 2.°  | Libertad              | 1.929  | 218  | 113 | 62  | 65  | 91  |
| 3.°  | Olimpia               | 1.814  | 205  | 113 | 62  | 51  | 92  |
| 4.°  | Guaraní               | 1.5490 | 175  | 113 | 59  | 61  | 55  |
| 5.°  | Nacional              | 1.460  | 165  | 113 | 44  | 50  | 71  |
| 6.°  | Tacuary               | 1.205  | 53   | 44  | —   | —   | 53  |
| 7.°  | Guaireña              | 1.195  | 135  | 113 | 41  | 44  | 50  |
| 8.°  | General Caballero JLM | 1.159  | 51   | 44  | —   | —   | 51  |
| 9.°  | Resistencia           | 1.114  | 49   | 44  | —   | —   | 49  |
| 10.° | Sportivo Ameliano     | 1.091  | 48   | 44  | —   | —   | 48  |
| 11.° | Sol de América        | 1.088  | 123  | 113 | 35  | 42  | 46  |
| 12.° | 12 de Octubre         | 1.000  | 113  | 113 | 41  | 43  | 29  |